# Pertusaria clarkeana
Pertusaria clarkeana är en lavart som beskrevs av A. W. Archer. Pertusaria clarkeana ingår i släktet Pertusaria och familjen Pertusariaceae.   Inga underarter finns listade i Catalogue of Life.